# Allertshofen
Allertshofen ist ein Ortsteil der Gemeinde Modautal im südhessischen Landkreis Darmstadt-Dieburg.

## Geographie
Das Dorf liegt im vorderen Odenwald am Wurzelbach, ca. 14 km südöstlich von Darmstadt. Für Allertshofen besteht eine eigene Gemarkung. Ein Siedlungsplatz innerhalb der Gemarkung ist der Seegerhof.

## Geschichte

### Ortsgeschichte
Das Dorf wurde im Jahre 1449 erstmals urkundlich genannt. In historischen Dokumenten ist der Ort unter folgenden Ortsnamen belegt (in Klammern das Jahr der Erwähnung): Allerczhoffen (1449); Allertzhoffen (1485); Allerzhoffen (1489); Allertshofen (1662).
Im Jahre 1542 wurde die Frankensteinische Mühle genannt und 1703 wurde die Schneidemühle außerhalb des Dorfes in Richtung Hoxhohl erbaut. 1883/84 wurde eine gemeinsame Schule für Allertshofen und Hoxhohl gebaut.
Allertshofen lag im Gerichtsbezirk der Zent Oberramstadt. Die Zent war in sogenannte „Reiswagen“ eingeteilt, denen jeweils ein Oberschultheiß vorstand, die dem Zentgrafen unterstellt waren. Dieser Bezirk hatte einen Frachtwagen (Reiswagen) einschließlich Zugtieren und Knechten für Feldzüge bereitzustellen. Allertshofen gehörte zum „Brandauer Reiswagen“, dem auch noch die Orte Brandau, Neunkirchen, Hoxhohl, Herchenrod, Lützelbach, Ernsthofen, Neutsch, Klein-Bieberau  und Webern angehörten. Die gesamte Zent Oberramstadt war dem Amt Lichtenberg zugeteilt. Diese Einteilung bestand noch bis zum Beginn des 19. Jahrhunderts.
Die Statistisch-topographisch-historische Beschreibung des Großherzogthums Hessen berichtet 1829 über Allertshofen:

„Allertshofen (L. Bez. Reinheim) luth. Filialdorf; liegt 3 Stunden von Reinheim, und hat 22 Häuser u. 174 Einw., die bis auf 11 Kathol. und 3 Reform. lutherisch sind. Unter denselben sind 7 Bauern, 10 Handwerker und 6 Taglöhner. Man findet 2 Mahlmühlen, mit denen 1 Schneidmühle verbunden ist. Das Dorf gehörte den Herrn von Frankenstein und kam 1662, durch Kauf, an Hessen.“

Hessische Gebietsreform (1970–1977)
Im Zuge der Gebietsreform in Hessen wurde aus den bis dahin selbstständigen Gemeinden Allertshofen und Hoxhohl zum 1. April 1971 durch freiwilligen Zusammenschluss die neue Gemeinde Modautal gebildet. Am 1. Januar 1977 kamen kraft Landesgesetz weitere Gemeinden hinzu.  Für Allertshofen wurde ein Ortsbezirk mit Ortsbeirat und Ortsvorsteher nach der Hessischen Gemeindeordnung gebildet.

### Verwaltungsgeschichte im Überblick
Die folgende Liste zeigt die Staaten und Verwaltungseinheiten, denen Allertshofen angehört(e):
- vor 1662: Heiliges Römisches Reich, Freiherren von Frankenstein
- ab 1662: Heiliges Römisches Reich, Landgrafschaft Hessen-Darmstadt (durch Kauf), (1630 gehört der hessische Teil zum Amt Lichtenberg; 1783: Amt Lichtenberg, Zent Oberramstadt, Brandauer Reiswagen)
- ab 1803: Heiliges Römisches Reich, Landgrafschaft Hessen-Darmstadt, Fürstentum Starkenburg, Amt Lichtenberg
- ab 1806: Großherzogtum Hessen,[Anm. 2] Fürstentum Starkenburg, Amt Lichtenberg[13]
- ab 1815: Großherzogtum Hessen[Anm. 3], Provinz Starkenburg, Amt Lichtenberg
- ab 1821: Großherzogtum Hessen, Provinz Starkenburg, Landratsbezirk Reinheim[Anm. 4]
- ab 1832: Großherzogtum Hessen, Provinz Starkenburg, Kreis Dieburg
- ab 1848: Großherzogtum Hessen, Regierungsbezirk Dieburg
- ab 1852: Großherzogtum Hessen, Provinz Starkenburg, Kreis Dieburg
- ab 1871: Deutsches Reich, Großherzogtum Hessen, Provinz Starkenburg, Kreis Dieburg
- ab 1918: Deutsches Reich (Weimarer Republik), Volksstaat Hessen, Provinz Starkenburg, Kreis Dieburg
- ab 1938: Deutsches Reich, Volksstaat Hessen, Landkreis Darmstadt[14][Anm. 5]
- ab 1945: Deutsches Reich, Amerikanische Besatzungszone,[Anm. 6] Groß-Hessen, Regierungsbezirk Darmstadt, Landkreis Darmstadt
- ab 1946: Deutsches Reich, Amerikanische Besatzungszone, Land Hessen, Regierungsbezirk Darmstadt, Landkreis Darmstadt
- ab 1949: Bundesrepublik Deutschland, Land Hessen, Regierungsbezirk Darmstadt, Landkreis Darmstadt
- ab 1971: Bundesrepublik Deutschland, Land Hessen, Regierungsbezirk Darmstadt, Landkreis Darmstadt, Gemeinde Modautal[Anm. 7]
- ab 1977: Bundesrepublik Deutschland, Hessen, Regierungsbezirk Darmstadt, Landkreis Darmstadt-Dieburg, Gemeinde Modautal

### Gerichte
Allertshofen gehörte zum Zentgericht Oberramstadt. In der Landgrafschaft Hessen-Darmstadt wurde mit Ausführungsverordnung vom 9. Dezember 1803 das Gerichtswesen neu organisiert. Für das Fürstentum Starkenburg wurde das „Hofgericht Darmstadt“ eingerichtet. Es war für normale bürgerliche Streitsachen Gericht der zweiten Instanz, für standesherrliche Familienrechtssachen und Kriminalfälle die erste Instanz. Übergeordnet war das Oberappellationsgericht Darmstadt. Die Rechtsprechung der ersten Instanz wurde durch die Ämter bzw. Standesherren vorgenommen.
Damit war für Allertshofen das Amt Lichtenberg zuständig. Die Zentgerichte hatten damit ihre Funktion verloren.
Mit Bildung der Landgerichte im Großherzogtum Hessen war ab 1821 das Landgericht Lichtenberg das Gericht erster Instanz, zweite Instanz war das Hofgericht Darmstadt. Es folgten:
- ab 1848: Landgericht Reinheim (Verlegung aus Lichtenberg), zweite Instanz: Hofgericht Darmstadt
- ab 1879: Amtsgericht Reinheim, zweite Instanz: Landgericht Darmstadt
- ab 1968: Amtsgericht Darmstadt mit der Auflösung des Amtsgerichts Reinheim, zweite Instanz: Landgericht Darmstadt

## Bevölkerung

### Einwohnerstruktur 2011
Nach den Erhebungen des Zensus 2011 lebten am Stichtag, dem 9. Mai 2011 in Allertshofen 291 Einwohner. Darunter waren 9 (3,1 %) Ausländer.
Nach dem Lebensalter waren 54 Einwohner unter 18 Jahren, 120 zwischen 18 und 49, 63 zwischen 50 und 64 und 48 Einwohner waren älter. Die Einwohner lebten in 120 Haushalten. Davon waren 27 Singlehaushalte, 39 Paare ohne Kinder und 36 Paare mit Kindern, sowie 9 Alleinerziehende und 9 Wohngemeinschaften. In 18 Haushalten lebten ausschließlich Senioren und in 81 Haushaltungen lebten keine Senioren.

### Einwohnerentwicklung
| • 1600: | 014 Gemeindsleute        |
| • 1629: | 011 Hausgesesse          |
| • 1806: | 111 Einwohner, 19 Häuser |
| • 1829: | 174 Einwohner, 22 Häuser |
| • 1867: | 207 Einwohner, 29 Häuser |

| Allertshofen: Einwohnerzahlen von 1791 bis 2020 | Allertshofen: Einwohnerzahlen von 1791 bis 2020 | Allertshofen: Einwohnerzahlen von 1791 bis 2020 | Allertshofen: Einwohnerzahlen von 1791 bis 2020 | Allertshofen: Einwohnerzahlen von 1791 bis 2020 |
| --- | ----------------------------------------------- | ----------------------------------------------- | ----------------------------------------------- | ----------------------------------------------- |
| Jahr |                                                 |                                                 |                                                 | Einwohner                                       |
| 1791 | 1791                                            |                                                 | 66                                              | 66                                              |
| 1800 | 1800                                            |                                                 | 104                                             | 104                                             |
| 1806 | 1806                                            |                                                 | 111                                             | 111                                             |
| 1829 | 1829                                            |                                                 | 174                                             | 174                                             |
| 1834 | 1834                                            |                                                 | 180                                             | 180                                             |
| 1840 | 1840                                            |                                                 | 195                                             | 195                                             |
| 1846 | 1846                                            |                                                 | 200                                             | 200                                             |
| 1852 | 1852                                            |                                                 | 202                                             | 202                                             |
| 1858 | 1858                                            |                                                 | 193                                             | 193                                             |
| 1864 | 1864                                            |                                                 | 204                                             | 204                                             |
| 1871 | 1871                                            |                                                 | 207                                             | 207                                             |
| 1875 | 1875                                            |                                                 | 208                                             | 208                                             |
| 1885 | 1885                                            |                                                 | 187                                             | 187                                             |
| 1895 | 1895                                            |                                                 | 169                                             | 169                                             |
| 1905 | 1905                                            |                                                 | 176                                             | 176                                             |
| 1910 | 1910                                            |                                                 | 193                                             | 193                                             |
| 1925 | 1925                                            |                                                 | 171                                             | 171                                             |
| 1939 | 1939                                            |                                                 | 145                                             | 145                                             |
| 1946 | 1946                                            |                                                 | 265                                             | 265                                             |
| 1950 | 1950                                            |                                                 | 244                                             | 244                                             |
| 1956 | 1956                                            |                                                 | 213                                             | 213                                             |
| 1961 | 1961                                            |                                                 | 195                                             | 195                                             |
| 1967 | 1967                                            |                                                 | 230                                             | 230                                             |
| 1970 | 1970                                            |                                                 | 242                                             | 242                                             |
| 1980 | 1980                                            |                                                 | ?                                               | ?                                               |
| 1990 | 1990                                            |                                                 | ?                                               | ?                                               |
| 2000 | 2000                                            |                                                 | ?                                               | ?                                               |
| 2007 | 2007                                            |                                                 | 283                                             | 283                                             |
| 2010 | 2010                                            |                                                 | 288                                             | 288                                             |
| 2011 | 2011                                            |                                                 | 291                                             | 291                                             |
| 2015 | 2015                                            |                                                 | 284                                             | 284                                             |
| 2020 | 2020                                            |                                                 | 300                                             | 300                                             |
| Datenquelle: Historisches Gemeindeverzeichnis für Hessen: Die Bevölkerung der Gemeinden 1834 bis 1967. Wiesbaden: Hessisches Statistisches Landesamt, 1968. Weitere Quellen: LAGIS; Gemeinde Modautal; Zensus 2011 |                                                 |                                                 |                                                 |                                                 |

### Historische Religionszugehörigkeit
| • 1829: | 160 lutheranische (= 91,95 %), 3 reformierte (= 1,72 %) und 11 katholische (= 6,32 %) Einwohner |
| • 1961: | 154 evangelische (= 78,97 %), 28 katholische (= 14,36 %) Einwohner                              |

## Politik
Für Allertshofen/Hoxhohl besteht ein Ortsbezirk (Gebiete der ehemaligen Gemeinde Allertshofen und Hoxhohl) mit Ortsbeirat und Ortsvorsteher nach der Hessischen Gemeindeordnung. Der Ortsbeirat besteht aus sieben Mitgliedern. Bei den Kommunalwahlen in Hessen 2021 betrug die Wahlbeteiligung zum Ortsbeirat Allertshofen/Hoxhohl 54,68 %. Alle Kandidaten gehörten der Liste „Bürger für Allertshofen/Hoxhohl“ an. Der Ortsbeirat wählte Hartmut Förster zum Ortsvorsteher.

## Regelmäßige Veranstaltungen
- August: Kerb[20]
- Oktober: Bauernmarkt[21]